# Geissorhiza pusilla
Geissorhiza pusilla là một loài thực vật có hoa trong họ Diên vĩ. Loài này được (Andrews) Klatt miêu tả khoa học đầu tiên năm 1882.